# Julija Sozina
Julija Anatoljevna Sozina (rusko Юлия Анатольевна Созина), ruska slovenistka, literarna zgodovinarka, prevajalka, * 7. maj 1973, Moskva.

## Življenje in delo
Od 1980 do 1990 je obiskovala Šolo št. 273 v Moskvi. Zadnja razreda sta bila licejska s poudarkom na teoriji in zgodovini književnosti. Od 1990 do 2000 je bila vpisana na Moskovsko državno univerzo M. V. Lomonosova, kjer je leta 1995 pod vodstvom Natalije Viktorovne Maslennikove diplomirala iz slovanske filologije z diplomsko nalogo Filozofija umetnega lika v slovenskem romanu 1970-ih let (Drago Jančar, Rudi Šeligo, Marjan Rožanc). Leta 2000 pa je pod mentorstvom Jelene Zaharovne Cybenko z odliko zagovarjala doktorsko disertacijo Slovenski roman 1970-1980-ih let (vrste literarnih oseb, avtor in junak) na smeri Književnost narodov Evrope, Amerike in Avstralije. Je profesorica slovenščine in slovanskih književnosti. Od 2001 deluje kot znanstvena raziskovalka na Inštitutu za slavistiko Ruske akademije znanosti na Oddelku zgodovine slovanskih književnosti. Dela tudi na glasbenem področju in poje v zboru Elegija. Objavlja v Slavistični reviji in ruskih revijah (Slavjanovedenije, Slavjanskij almanah, Vesnik Moskovske univerze idr.). Ima več kot sto publikacij, je članica uredniških kolegijev osmih objavljenih in štirih pripravljajočih se znanstvenih zbornikov, je udeleženka in voditeljica mednarodnih projektov. 

## Izbrana bibliografija
- Avtor in glavna literarna oseba v slovenskem avtobiografskem romanu sedemdesetih in osemdesetih let 20. stoletja. Slavistična revija 50/2 (2002). 199–217. (COBISS)
- Poskus oddaljevanja slovenskega romana od ideologije pred osamosvojitvijo. Obdobja (2005). 325–332. (COBISS)
- Zakon želje ali sindrom manjvrednosti: (k vprašanju o glavni osebi v sodobni slovenski kratki prozi). Obdobja (2006). 269–277. (COBISS)
- Slovenskij roman poslednej treti XX veka kak issledovanie čeloveka i ego "areny žizni". Moskva: Institut slavjanovedenija RAN, 2018.  (COBISS)